# Золотарьовський
Золотарьо́вський (рос. Золотарёвский) — селище у складі Ленінськ-Кузнецького округу Кемеровської області, Росія.

## Населення
Населення — 43 особи (2010; 71 у 2002).
Національний склад (станом на 2002 рік):
- росіяни — 89 %